# Marco Girolamo Vida
Marco Girolamo Vida ou Marcus Hieronymus Vida, né à Crémone en 1485 et mort à Alba le 27 septembre 1566, est un écrivain, un poète et un humaniste italien de la Renaissance.

## Biographie
Entré dans les ordres, Marco Girolamo Vida appartint à la congrégation des chanoines réguliers de Saint-Marc à Mantoue, puis alla à Rome et devint chanoine de Saint-Jean de Latran. Le talent qu’il montra dans ses premiers poèmes latins lui valut les faveurs de Léon X auquel il fut présenté par son dataire, l'humaniste Gianmatteo Ghiberti. Vida fut bientôt pourvu du prieuré de Saint-Sylvestre à Frascati. Il fut également protégé par Clément VII, qui le nomma à l’évêché d’Albe.
Les travaux poétiques de Vida ne l’empêchèrent pas de se montrer excellent évêque et savant théologien ; mais c’est à ses vers latins que son nom a dû de survivre. Rival de Sannazaro et de Fracastoro, il a manié avec une merveilleuse habileté la forme virgilienne, répandant sur les sujets qui s’y prêtaient le moins l’élégance et l’harmonie. On remarque chez lui une perpétuelle antilogie entre le langage ancien et les idées modernes, par l’application des métaphores mythologiques aux objets de la foi chrétienne. L’abus de la paraphrase et de la périphrase lui ont également été reprochés : « Jamais, dit Saint-Marc Girardin, qui trouve son élégance vieille et morte, jamais l’horreur du mot propre et l’effort pour trouver le prétendu mot élégant n’ont été poussés plus loin. »
Vida est l’auteur d’une quantité considérable de poésie latine, séculaire et sacrée, sur le modèle classique dans le style de Virgile. Parmi ses œuvres plus connues, on compte le poème didactique en trois volumes, De arte poetica (Sur l’art de la poésie) (1527), en partie inspiré par Horace, et De Ludo scacchiorum (le Jeu des échecs) (1527), traduit en de nombreuses langues au cours des siècles. Ces deux poésies ont été éditées la première fois en 1527. De Bombyce (des Vers à soie), Hymni de rebus divinis (Hymnes sacrés), Carminum liber (Poésies diverses), élégies, odes, bucoliques, épîtres, épigrammes. Les trois premiers poèmes avec 37 hymnes ont formé un premier recueil publié par l’auteur (Rome, 1527, in-4°. Son grand œuvre est l’épopée latine Christiados libri sex (la Christiade, Crémone, 1535, 6 vol. in-4°), dans le style et une grande partie de la langue de Virgile.
Ces divers ouvrages ont été traduits dans les langues modernes, et plusieurs fois en français, tant en vers qu’en prose, par Des Masures, Levée, Alliey, l’abbé Batteux, Barrau, Valant, Gaussein, Crignon, l’abbé Souquet de la Tour, etc. On cite en outre de Vida : des harangues, des dialogues latins, etc.

## Œuvres

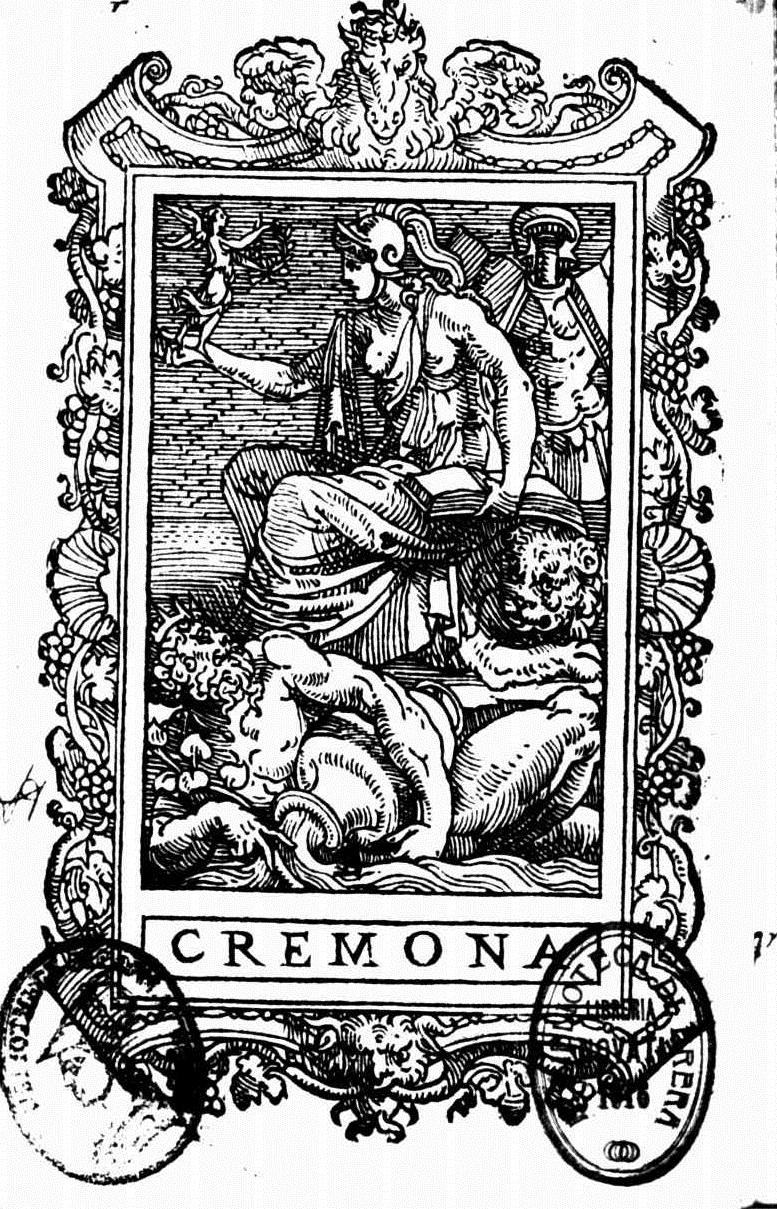
Cremonensium orationes III, frontespizio, 1550.

- (it) A San Lorenzo martire, di m. Gerolamo Vida; versione dell'abb. Jacopo Bernardi, Genova, Tip. del R. I. de' sordo-muti, 1862
- (it) A San Pietro, Pinerolo, Giuseppe Chiantore tipografo, 1867
- (it) Arte poetica, libri tre di Marco Girolamo Vida; tradotta dal professore Giovanni Pirani, Cesena, Tipografia G.C. Biasini, 1864
- (it) Battaglia de' scacchi di monsig. Vida, ridotta in ottaua rima da Girolamo Zanucchi da Conegliano..., In Treuigi, presso Angelo Mazzolini, 1589
- (it) Cinque lettere di Marco Girolamo Vida pubblicate da Ferdinando Gabotto per le nozze Cipolla-Vittone, Pinerolo, Tipografia sociale, 1890
- (la) Cremonensium orationes III, Cremona, Giovanni Muzio & Bernardino Locheta, 1550 (lire en ligne)
- (it) Dei bachi da seta. Poema di Marco Girolamo Vida alla marchesa Isabella d'Este tradotto in verso sciolto da Marco Sandi fra gli Arcadi di Roma Lastene Calcidico... e pubblicat in onore delle faustissime nozze della nobil donna Giustina da Mosto col signor Giuseppe Castagna Bernardi, Venezia, dalla tipografia di Alvisopoli, 1815
- (it) Della cristiade. Libro I, di Girolamo Vida vescovo d'Alba; recato in versi italiani da Giuseppe Wcovich Lazzari paroco, Venezia, Andreola, 1840
- (la) Epicedion in funere reuerendi domini domini Oliuerii Caraphaae Neapolitani cardinalis episcopi Hostiensis, (Absolutus Romae, in sacris aedibus Pacis nostrae, decimo kalendas Februarias, 1511
- (it) Frammento di un poemetto inedito che ha per titolo Marci Hieronymi Vidae 13. pugilum certamen con osservazioni, Milano, presso Francesco Fusi editore de' Classici Italiani, 1818
- (it) Il bombyx di M. G. Vida, Michele Manfredi, Cerignola, Scienza e diletto, 1912
- (it) I bachi da seta poema latino di Marco Girolamo Vida cremonese vescovo d'Alba tradotto in verso italiano da Contardo Barbieri..., In Cremona, per Lorenzo Manini regio stampatore, 1792
- (it) Il gioco degli scacchi poema latino di Marco Girolamo Vida cremonese vescovo d'Alba tradotto in verso italiano da Contardo Barbieri modenese..., In Modena, per gli eredi di Bartolomeo Soliani stampatori ducali, 1791
- (it) Inni cinque, di monsignor Girolamo Vida; volgarizzati da Pietro Vigorelli, Cremona; tipografia Fezzi alias Ottolini, 1857|
- (it) Inni di Girolamo Vida ai santi Lorenzo e Cassiano martiri,volgarizzati dall'ab. Jacopo Bernardi, Alba, Sansoldi, 1867
- (it) Inno alla Gran Vergine Madre, Versione in isciolti italiani del prof. Domenico Fogliardi, Città di Castello, Tip. Dello Stab. S. Lapi, 1888
- (la) Inno alla pace di M. Girolamo Vida tradotto dal C. A. M. P, Padova, tipografia Bettoni, 1814
- (it) La Cristiade, di Marco Girolamo Vida da Cremona vescovo di Alba; trasportata dal verso latino all'italiano da Tommaso Perrone sacerdote secolare da Lecce. Con argomento ad ogni libro e annotazioni messevi per chiarezza e ornamento di alcuni luoghi. Aggiuntavi anche nel fin di essa la traduzione di due altri poemi dello stesso autore; De'bachi, e Del giuoco degli scacchi, In Napoli, nella stamperia di Gennaro Muzio, 1733
- (it) La disfida dei 13 campioni, frammento d'un poemetto inedito di M. Girolamo Vida; tradotto in versi sciolti italiani con cenni biografici, cenni storici e note da Pietro Castiglioni, Pavia, Bizzoni, 1845
- (it) La poetica di Girolamo Vida, tradotta da Baldassarre Romano, Palermo, dalla tipografia di Filippo Solli, 1832
- (it) La scaccheida o sia Il giuoco degli scacchi, poema latino; volgarizzato in ottava rima dal sig. Gianfranco Masdeu, Venezia, presso A. Zatta, 1774
- (it) L'arte poetica, Marco Girolamo Vida; introduzione, testo, traduzione e note a cura di Raffaele Girardi, Bari, Adriatica Editrice, 1982
- (it) L'inno su l'eucaristia, tradotto da Romualdo Sassi in esametri volgari, Fabriano, Tip. Gentile, 1933
- (la) M. H. Vidae Christias, edidit Aug. Hubner, Nissae, J. A. Muller, 1849
- (la) M. Hier. Vidae... Dialogi de rei publicae dignitate, (Cremonae, in Ciuitatis Palatio apud Vincentium Contem, 1556
- (la) M. Hieronimi Vidae... Opera, quae quidem extant, omnia. Nempe, Christiados, hoc est, de Christi uita, gestis, ac morte, libri 6. De poetica, lib. 3. De bombycum cura ac usu, lib. 2. De scacchorum ludo, lib. 1. Item, eiusdem Hymni, odae, bucolica, una cum alijs. Accesserunt... indices... additi, Basileae, per Balthasarem Lasium & Thomam Platterum, 1537
- (la) M. Hieronymi Vidae... Opera, quae quidem extant, omnia: nempe, Christiados, hoc est, de Christi vita, gestis, ac morte, libri 6. De poetica, lib. 3. De Bombycum cura, ac vsu, lib. 2. De scacchorum ludo, lib. 1. Item, eiusdem Hymni, odae, bucolica, vna cum alijs. Accesserunt... Indices... additi, Melchiorre Sessa! (Venetijs, per Melchiorem Sessam, 1538
- (la) M. Hieronymi Vidae Cremonensis De arte poetica libri tres, Parisijs, ex officina Roberti Stephani e regione Scholae decretorum, 1527
- (la) M. Hieronymi Vidae Cremonensis, Albae Episcopi... Presbytero Bartholomaeo Botta, canonico papiensi interprete, Ticinii, apud Hieronymum Bartolum, 1569
- (la) M. Hieronymi Vidae Cremonensis, Albae episcopi Christias, presbytero Bartholomaeo Botta, canonico Papiensi interprete, Ticini, apud Hieronymum Bartolum, 1569
- (la) Marci Hieronymi Vidae Cremonensis, Albae episcopi, hymnus de Maria Virgine, Firmi, Bacher, 1865
- (la) Marci Hieronymi Vidae Cremonensis, Albae episcopi, Opera. Quorum catalogum sequens pagella continet, Lugduni, apud Seb. Gryphium, 1541
- (it) Orazione inedita del vescovo d'Alba mons Girolamo Vida, recitata nel primo Concilio provinciale di Milano, presente s. Carlo Borromeo, pubblicata con proemio e note da Don Lorenzo Giampaoli in occasione del giorno onomastico di mons. Francesco Giampaolo, Ferrara, Tip. Economica, 1890
- (it) La poetica libri tre, di monsignor Girolamo Vida cremonese; in sciolto italiano recata dal cremonese trad. del dott. Giovanni Chiosi, Cremona, Feraboli, 1833